# Kim Jung-ya
Kim Jung-ya (en hangul, 김정야; en hanja, 金 正也; nacido el 17 de mayo de 1988 en Kōbe, Hyōgo) es un futbolista zainichi coreano. Juega de defensa y su equipo actual es el Vegalta Sendai de la J1 League de Japón.

## Trayectoria
| Club                  | País  | Año             |
| --------------------- | ----- | --------------- |
| Gamba Osaka           | Japón | 2011 - 2012     |
| Sagan Tosu (préstamo) | Japón | 2013            |
| Gamba Osaka           | Japón | 2014 - 2017     |
| Vegalta Sendai        | Japón | 2018 - Presente |

## Palmarés

### Títulos nacionales
| Título             | Club        | País  | Año  |
| ------------------ | ----------- | ----- | ---- |
| J1 League          | Gamba Osaka | Japón | 2014 |
| Copa J. League     | Gamba Osaka | Japón | 2014 |
| Copa del Emperador | Gamba Osaka | Japón | 2014 |
| Supercopa de Japón | Gamba Osaka | Japón | 2015 |
| Copa del Emperador | Gamba Osaka | Japón | 2015 |